# Radim Neubauer
Radim Neubauer (* 28. února 1977) je notář v Praze a prezident Notářské komory České republiky, funkci prezidenta  vykonává od roku 2015. 
Vystudoval Právnickou fakultu Univerzity Karlovy v Praze, Aledo High School v Illinois (USA) a Gymnasium Liebigschule ve Frankfurtu nad Mohanem (SRN). 
Funkci notáře vykonává od září 2011 v Praze. Mezi lety 2008–2014 byl členem Komise pro evropské záležitosti Mezinárodní unie notářství (CAE UINL); mezi lety 2014 a 2015 byl členem Evropského institutu a Komise pro evropské záležitosti Mezinárodní unie notářství a zároveň prezidentem Notářské komory pro hlavní město Prahu.
S manželkou žije v Praze, mají tři děti.